# Hnojník
Hnojník (en polonais : Gnojnik ; en allemand : Hnoinik) est une commune du district de Frýdek-Místek, dans la région de Moravie-Silésie, en République tchèque. Sa population s'élevait à 1 460 habitants en 2021.

## Géographie
Hnojník se trouve à 13 km à l'est de Frýdek-Místek, à 26 km au sud-est d'Ostrava et à 298 km à l'est-sud-est de Prague.
La commune est limitée par Třanovice au nord, par Vělopolí et Střítež à l'est, par Smilovice et Komorní Lhotka au sud et par Horní Tošanovice à l'ouest.

## Histoire
La première mention écrite du village date de 1422.

## Patrimoine
Patrimoine religieux

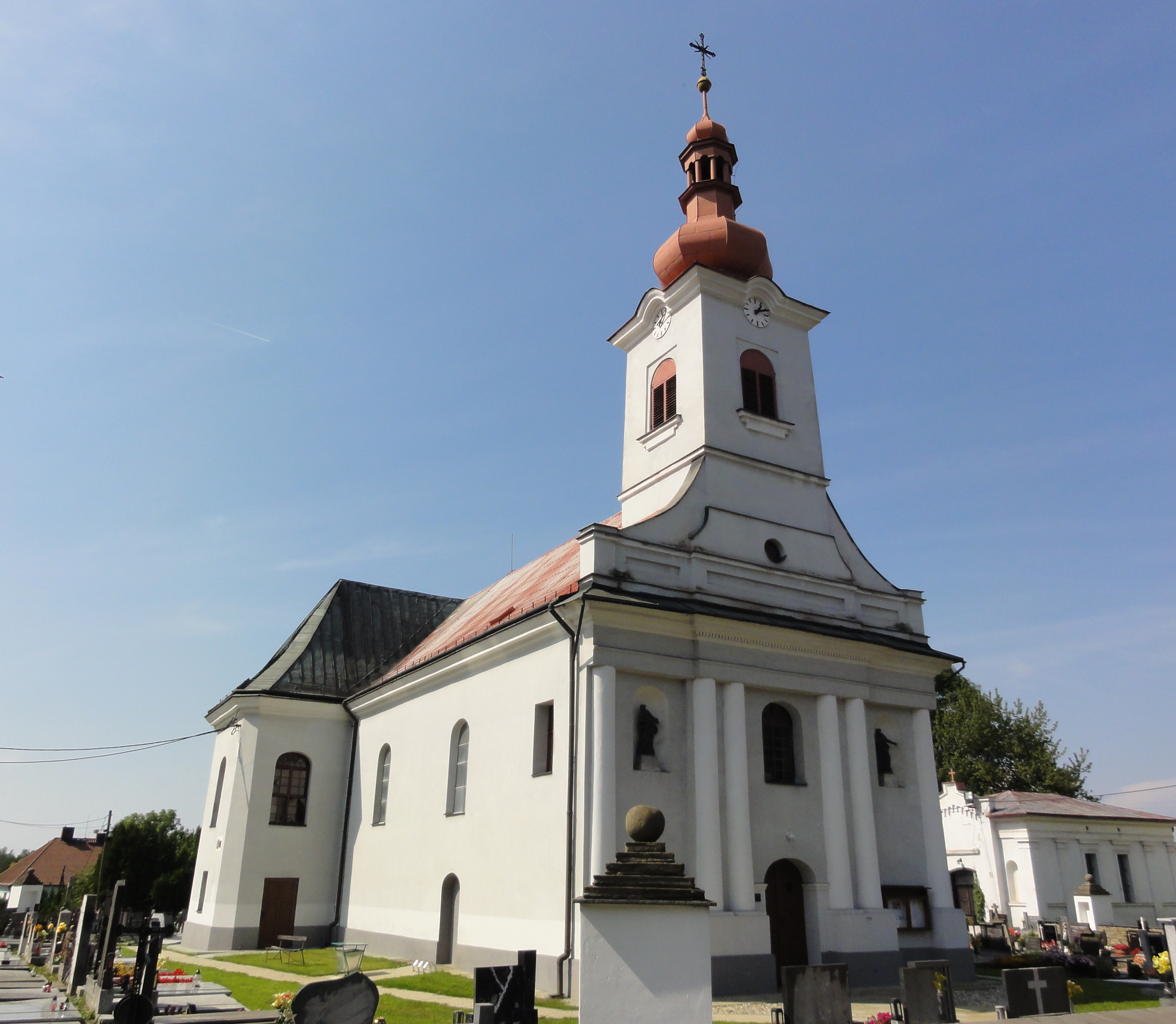
Église de l'Assomption de la Vierge Marie.
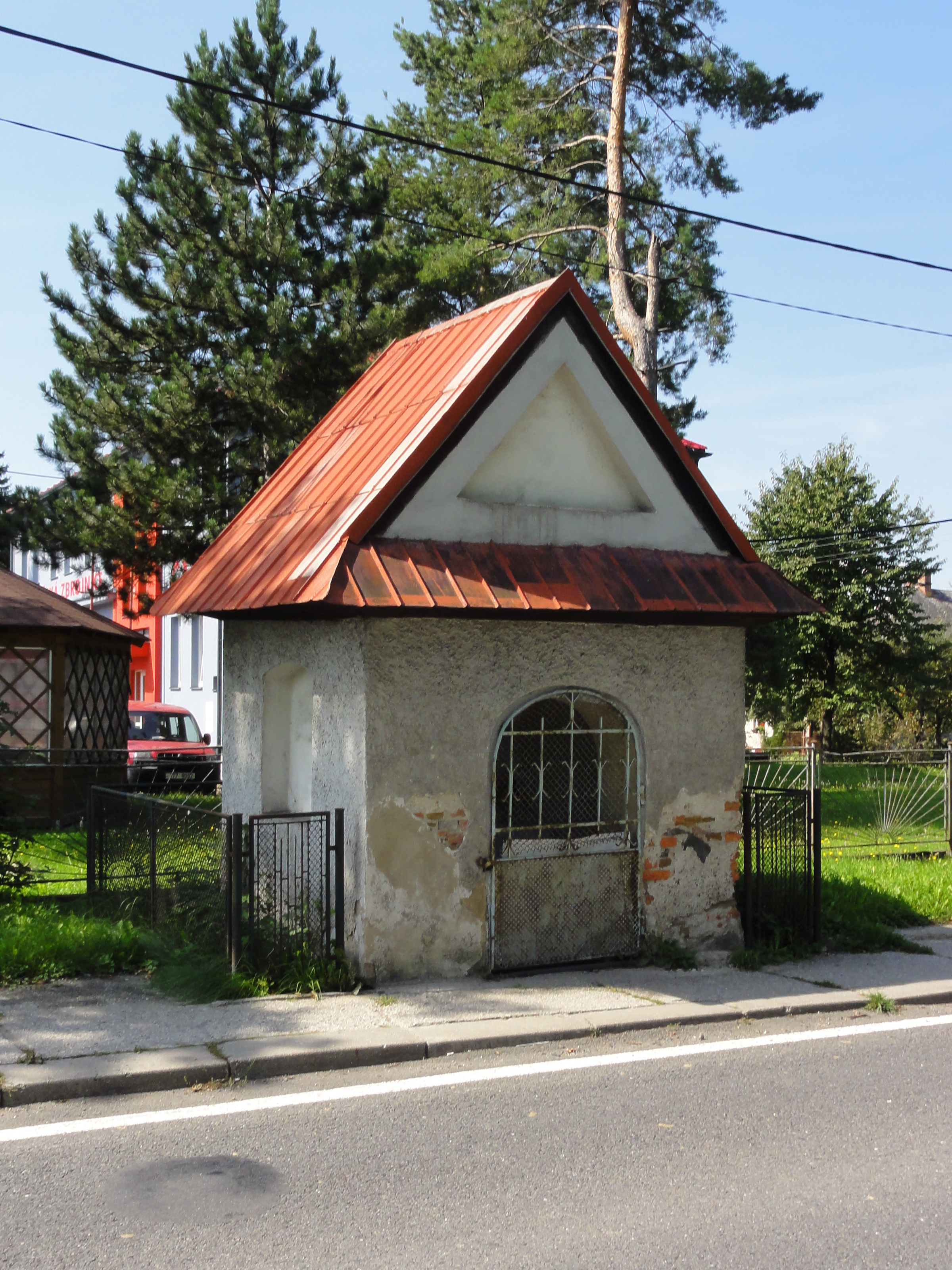
Chapelle à Hnojník.

## Transports
Par la route, Hnojník se trouve à 13 km de Český Těšín, à 16 km de Frýdek-Místek, à 37 km d'Ostrava et à 367 km de Prague.